# 安多尼·玛利亚·韦利奥

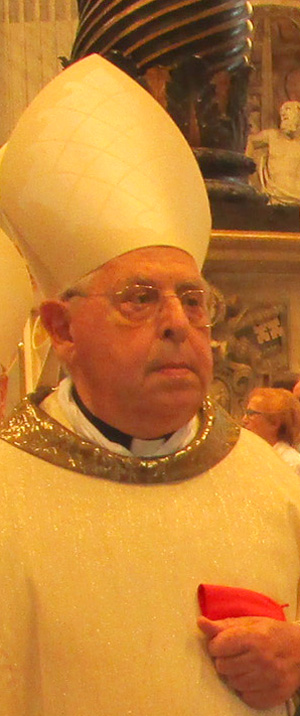
安多尼·玛利亚·韦利奥枢机

安多尼·玛利亚·韦利奥（義大利語：Antonio Maria Vegliò，1938年2月3日—），天主教会枢机，意大利人，现任圣座移民与观光牧灵委员会主席。
韦利奥出生于意大利马切拉塔费尔特里亚，于1962年3月18日晋铎，1985年10月6日晋牧。2009年2月28日起担任移民与观光牧灵委员会主席。2012年2月18日被教宗本笃十六世册封为枢机。

## 牧徽

安多尼·玛利亚·韦利奥枢机牧徽